# Злата (име)
Злата је старо јужнословенско женско име настало по истоименом племенитом металу. Користи се у Северној Македонији, Словенији, Србији и Хрватској, Чешкој и Словачкој. Мушке варијанте су Златан и Златко које се срећу у истим земљама.

## Имендани
Имендан се слави у Бугарској 18. октобра и у Чешкој 25. септембра.

## Популарност
У Словенији је 2007. ово име било на 216. месту по популарности.